# Na jelenie
Na jelenie – polski film przygodowy z 2002 roku.

## Obsada
- Beata - Teresa Branna
- Gosia - Agata Stawarz
- Emil - Maciej Zakościelny
- Janusz - Bagdan Kokotek
- Zdzisław - Michał Piela
- kierowca - Paweł Koślik
- aptekarz - Krzysztof Więckowski
- matka Beaty - Teresa Gontarek
- barman - Marek Wawrzyszuk

## Nagrody
- 2003 – Renata Borowczak Warszawa (Warszawski Festiwal Krótkometrażowych Filmów Fabularnych „Oskariada”) – II Nagroda
- 2003 – Renata Borowczak Kazimierz Dolny (Lato Filmowe) – nagroda w konkursie kina niezależnego za film krótkometrażowy
- 2003 – Renata Borowczak Kraków (MFF „Inne Kino” SMOFI) – Grand Prix
- 2003 – Teresa Branna Kraków (MFF „Inne Kino” SMOFI) – Wyróżnienie za kreację aktorską
- 2003 – Agata Stawarz Kraków (MFF „Inne Kino” SMOFI) – Wyróżnienie za kreację aktorską